# Thomas George Roddick
Pour les articles homonymes, voir Roddick.
Sir Thomas George Roddick (31 juillet 1846-20 février 1923) fut un médecin, professeur, doyen et député fédéral du Québec

## Carrière professionnelle
Né à Harbor Grace (Terre-Neuve), il effectua ses études à l'école modèle de Truro en Nouvelle-Écosse et des études en médecine à l'Université McGill. De 1868 à 1874, il sera ensuite assistant-chirurgien résident de l'Hôpital général de Montréal et le premier chirurgien en chef de l'Hôpital Royal Victoria. Ensuite, il occupa de nombreux postes à l'Université McGill, dont ceux de professeur et de doyen de la faculté de 1901 à 1908.

## Service militaire
Durant sa carrière, il participa à titre de sous-chef des services de santé lors de la Rébellion du Nord-Ouest qui opposa le gouvernement canadien aux Métis canadiens en 1885.

## Politique fédérale
En 1896, il fut élu député du conservateur dans la circonscription de Saint-Antoine. Il contribua à la mise en place de l'Acte médical canadien par le Roddick Bill. Réélu en 1900, il ne se représenta pas en 1904.
Il sera ensuite président de l'Association médicale canadienne et président de l'Association médicale britannique. 

## Honneurs

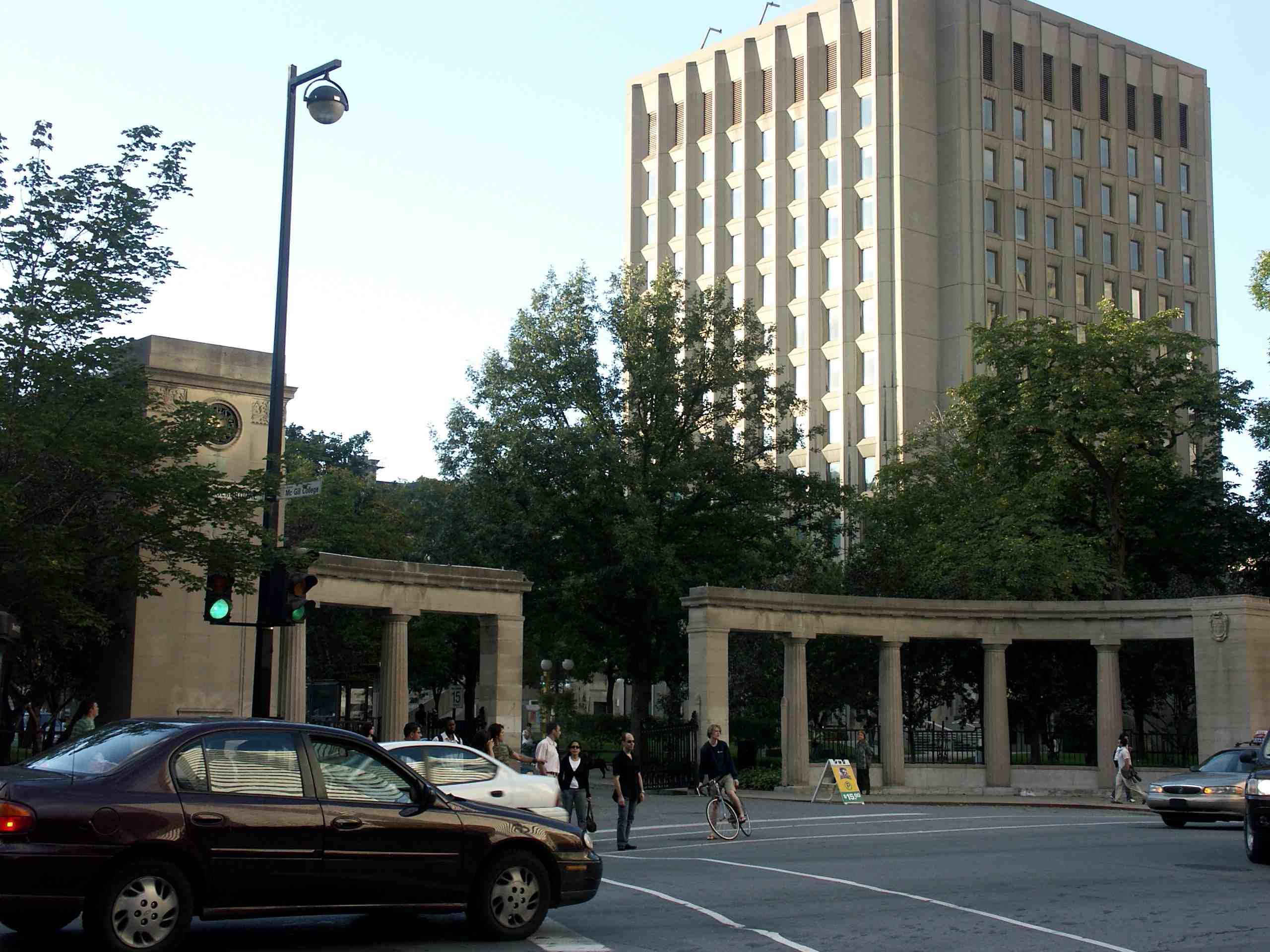
Roddick Gates sur la rue Sherbrooke à Montréal

- Sir Thomas Roddick Hospital fut bâti dans les années 1950 par le Gouvernement américain à Terre-Neuve
- Le Roddick Gates est nommé en son honneur
- Il fut décoré par le Roi du Royaume-Uni en 1912